# Mr. Potato Head
Mr. Potato Head，又稱馬鈴薯先生、薯蛋頭先生或薯蛋頭，是一種玩具，由马铃薯形狀的塑料模型組成，模型可以裝飾各種塑料部件附著在主體上。這些部件通常包括耳朵，眼睛，鞋子，帽子，鼻子和嘴巴。該玩具由喬治·勒納於1949 年發明和開發，最初由孩之寶於1952年製造和發行。Potato Head先生是第一個在电视上做廣告的玩具，自首次亮相以來一直在生產。
2022 年，马来西亚的 Lim Kai Yi 因Mr. Potato Head獲得一項吉尼斯世界纪录。 他將一個完全拆解的Mr. Potato Head玩具組裝到一起只用了 5.43 秒。

## 流行文化

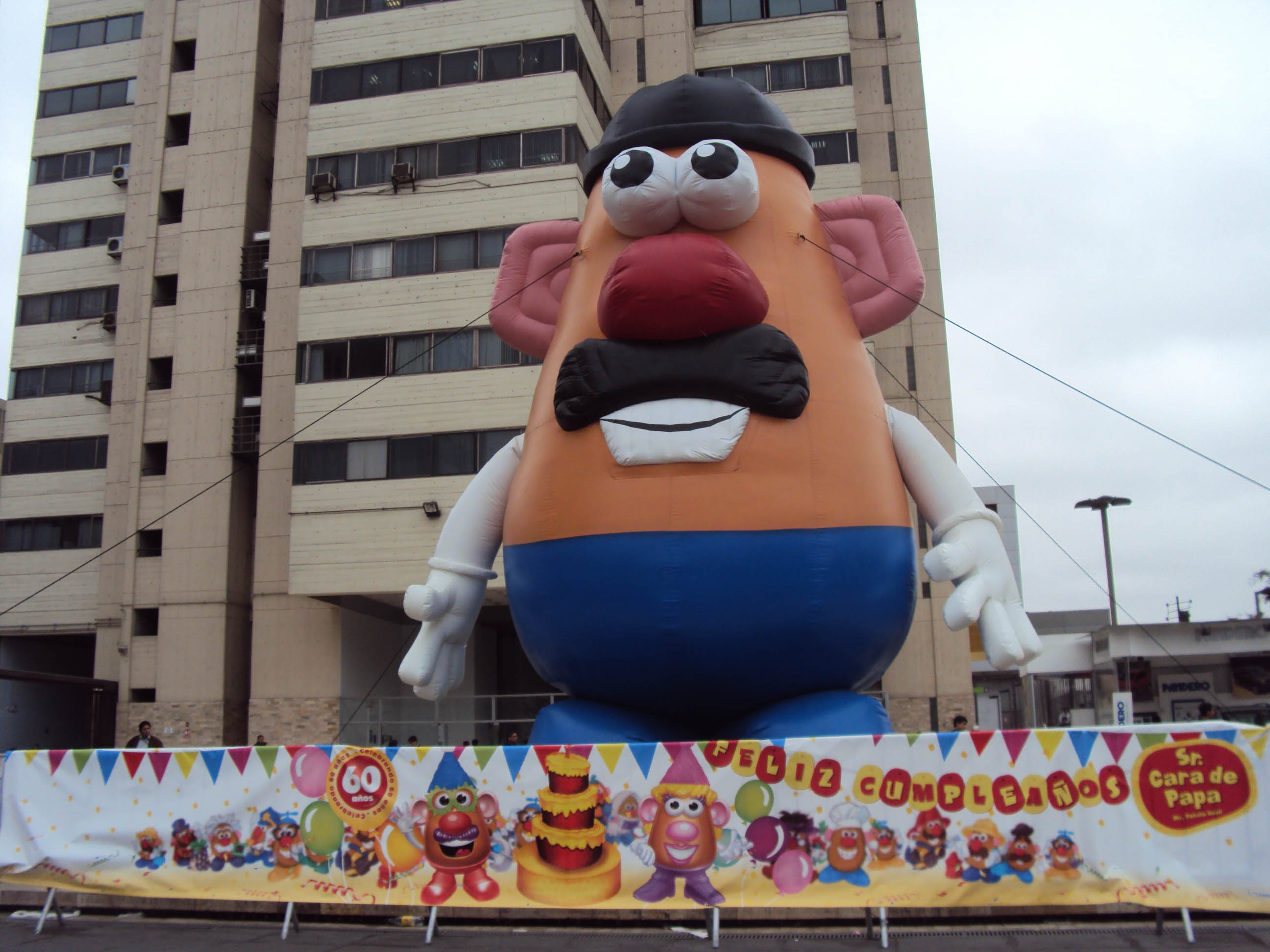
Mr. Potato Head在秘鲁的庆祝活动

Potato Head先生的受歡迎程度導致了一些電影和電視的出現。1985年，Potato Head先生在Potato Head Kids中扮演了配角，這是他第一次參加的電視戲劇節目。在1998-1999，Fox Kids系列，The Potato Head Show。除了電影和電視，這個角色一直是吉姆戴維斯創作的漫畫主題。漫畫家加里拉爾森將他的角色包含在他的幾部漫畫中。在2009年的的普利司通輪胎商業廣告中，Potato Head先生開著車，而Potato Head夫人正在嘮叨他。
玩具總動員
在玩具总动员（1995年），Potato Head先生對安迪的其他玩具表現得非常喜怒無常，儘管他與儲錢罐的哈姆是好朋友。當警長伍迪意外地將巴斯光年推出窗外時，馬鈴薯頭指責伍迪是故意這樣做的。在電影結束時，他很高興聽到安迪的妹妹莫莉在聖誕節時得到了馬鈴薯太太頭。
在續集玩具總動員2（1999年），Potato Head先生與安迪的其他玩具一起拯救了伍迪，因為他的關係伍迪被艾爾（Al McWhiggin）偷走。之後Potato Head先生從比薩星球卡車上拯救了三個外星玩具、後，他的妻子Potato Head、接納了這些玩具，讓她的丈夫感到不安。
在第三集玩具總動員3（2010年），Potato Head先生與他的妻子，還有外星人都是Andy剩下的玩具之一。這些玩具被捐贈給日託中心後，幾乎在焚化爐中被殺死。當外星人用巨型起重機拯救玩具時，Potato Head先生最終接受了他們作為他的兒子。最終，Potato Head先生和他的朋友們被捐贈給了一位名叫Bonnie的新主人。
Potato Head先生出現在所有三個玩具總動員的短片中，包括：Vacation（2011），Small Fry（2011）和Partysaurus Rex（2012），Rickles在第一和第三短片中重新扮演角色。
Potato Head先生將出現在第四部電影“ 玩具總動員4”（2019年）中。然而，其配音員瑞克爾於2017年去世，並沒有為這部電影錄製任何台詞。但是在獲得Rickles家族的許可之後，皮克斯使用瑞克爾在以前的“玩具總動員”電影中錄製的未發行台詞。

## 外部連結
- 官方网站